# 马内尔
马内尔（Maner），是印度比哈尔邦Patna县的一个城镇。总人口26912（2001年）。

## 人口
该地2001年总人口26912人，其中男性14270人，女性12642人；0—6岁人口5039人，其中男2622人，女2417人；识字率51.96%，其中男性为60.90%，女性为41.86%。